# 赫姆·克洛茨
路易斯·赫尔曼·克洛茨（英語：Louis Herman Klotz，1921年10月21日—2014年7月12日），美国NBA联盟前职业篮球运动员。